# Brady Tkachuk
Brady Tkachuk (* 16. září 1999 Scottsdale, Arizona) je profesionální americký hokejový útočník hrající za tým Ottawa Senators v NHL, kde plní funkci kapitána týmu. Ve vstupním draftu 2018 si jej jako 4. celkově v 1. kole vybral tým Ottawa Senators. Předtím, než se stal profesionálním hokejistou, odehrál jednu sezónu za Boston University Terriers.
Na mezinárodní scéně Tkachuk reprezentoval tým USA na Mistrovství světa do 18 let v roce 2017 a Mistrovství světa juniorů 2018.

## Osobní život
Tkachuk se narodil ve Scottsdale v Arizoně, protože jeho otec Keith byl v době jeho narození členem týmu Phoenix Coyotes. Po otcově výměně do týmu St. Louis Blues v roce 2001 vyrůstal na předměstí Chesterfieldu ve státě Missouri.
Brady je mladším bratrem útočníka Floridy Panthers Matthewa Tkachuka. Je také bratrancem bývalého hráče NHL a současného manažera New Jersey Devils Toma Fitzgeralda.

## Prvenství
- Debut v NHL – 8. října 2018 (Boston Bruins proti Ottawa Senators)
- První gól v NHL – 10. října 2018 (Ottawa Senators proti Philadelphia Flyers, kanadskému brankáři Calvin Pickard)
- První asistence v NHL – 10. října 2018 (Ottawa Senators proti Philadelphia Flyers)
- První hattrick v NHL – 11. prosince 2021 (Ottawa Senators proti Tampa Bay Lightning)

## Klubové statistiky
| Sezóna      | Klub                           | Soutěž      |     | Základní část | Základní část | Základní část | Základní část | Základní část |   | Play off | Play off | Play off | Play off | Play off |
| Sezóna      | Klub                           | Soutěž      | Z   | G             | A             | B             | TM            | Z             | G | A        | B        | TM       |          |          |
| 2015/16     | U.S. National Development Team | USHL        | 32  | 4             | 4             | 8             | 36            | —             | — | —        | —        | —        |          |          |
| 2016/17     | U.S. National Development Team | USHL        | 24  | 12            | 11            | 23            | 73            | —             | — | —        | —        | —        |          |          |
| 2017/18     | Boston University              | HE          | 40  | 8             | 23            | 31            | 61            | —             | — | —        | —        | —        |          |          |
| 2018/19     | Ottawa Senators                | NHL         | 71  | 22            | 23            | 45            | 75            | —             | — | —        | —        | —        |          |          |
| 2019/20     | Ottawa Senators                | NHL         | 71  | 21            | 23            | 44            | 106           | —             | — | —        | —        | —        |          |          |
| 2020/21     | Ottawa Senators                | NHL         | 56  | 17            | 19            | 36            | 69            | —             | — | —        | —        | —        |          |          |
| 2021/22     | Ottawa Senators                | NHL         | 79  | 30            | 37            | 67            | 117           | —             | — | —        | —        | —        |          |          |
| 2022/23     | Ottawa Senators                | NHL         | 82  | 35            | 48            | 83            | 126           | —             | — | —        | —        | —        |          |          |
| 2023/24     | Ottawa Senators                | NHL         | 81  | 37            | 37            | 74            | 134           | —             | — | —        | —        | —        |          |          |
| 2024/25     | Ottawa Senators                | NHL         | 72  | 29            | 26            | 55            | 123           | 6             | 4 | 3        | 7        | 6        |          |          |
| NHL celkově | NHL celkově                    | NHL celkově | 512 | 191           | 213           | 404           | 750           | 6             | 4 | 3        | 7        | 6        |          |          |

## Reprezentace
| Rok                       | Tým                       | Soutěž                    | Z  | G | A  | B  | TM |
| ------------------------- | ------------------------- | ------------------------- | -- | - | -- | -- | -- |
| 2015                      | USA 17                    | WHC-17                    | 5  | 2 | 3  | 5  | 4  |
| 2017                      | USA 18                    | MS-18                     | 7  | 1 | 6  | 7  | 12 |
| 2018                      | USA 20                    | MS-20                     | 7  | 3 | 6  | 9  | 2  |
| 2024                      | USA                       | MS                        | 8  | 7 | 6  | 13 | 4  |
| Juniorská kariéra celkově | Juniorská kariéra celkově | Juniorská kariéra celkově | 19 | 6 | 15 | 21 | 18 |
| Seniorská kariéra celkově | Seniorská kariéra celkově | Seniorská kariéra celkově | 8  | 7 | 6  | 13 | 4  |